# Herb gminy Uścimów
Herb gminy Uścimów – jeden z symboli gminy Uścimów, autorstwa Kamila Wójcikowskiego i Roberta Fidury, ustanowiony 23 czerwca 2020.

## Wygląd i symbolika
Herb przedstawia na tarczy w polu błękitnym miecz srebrny w pas, ostrzem w prawo, z rękojeścią złotą, na którym klucz złoty w słup, pod nimi dwa karpie od siebie, głowami ku górze, srebrne. Skrzyżowane miecz i klucz to atrybuty świętych Piotra i Pawła i wskazują na parafię z siedzibą w Starym Uścimowie. Karpie oraz barwa pola herbu symbolizują miejscowe rzeki, stawy i jeziora.